# Bundesautobahn 99
Pour les articles homonymes, voir A99.
La Bundesautobahn 99 (ou BAB 99, A99 ou Autobahn 99) est une autoroute qui se situe dans le Sud de l'Allemagne. Elle mesure 53,5 kilomètres et contourne la ville de Munich.

## Histoire
La construction d'une autoroute contournant Munich a été prévue en 1938, mais à cause de la Seconde Guerre mondiale, sa construction a été reportée. Les sections ont été construites du nord vers l'est de la ville, dans les années 1960 et 1970. Par la suite, une route reliant le centre-ville de Munich à cette autoroute a été construite. 
Dans une interview du maire de Munich Georg Kronawitter publiée en 1977, il se demandait si la fermeture complète de « l'anneau » était nécessaire. Il décréta alors que la clôture complète de l'autoroute ne serait pas possible avant 2000.
En 2009, différentes sections du nord vers l'ouest ont été construites mais la boucle n'est toujours pas terminée. La construction d'une section finale au sud de la ville est devenue un problème politique difficile.